# Kathedrale von Aveiro

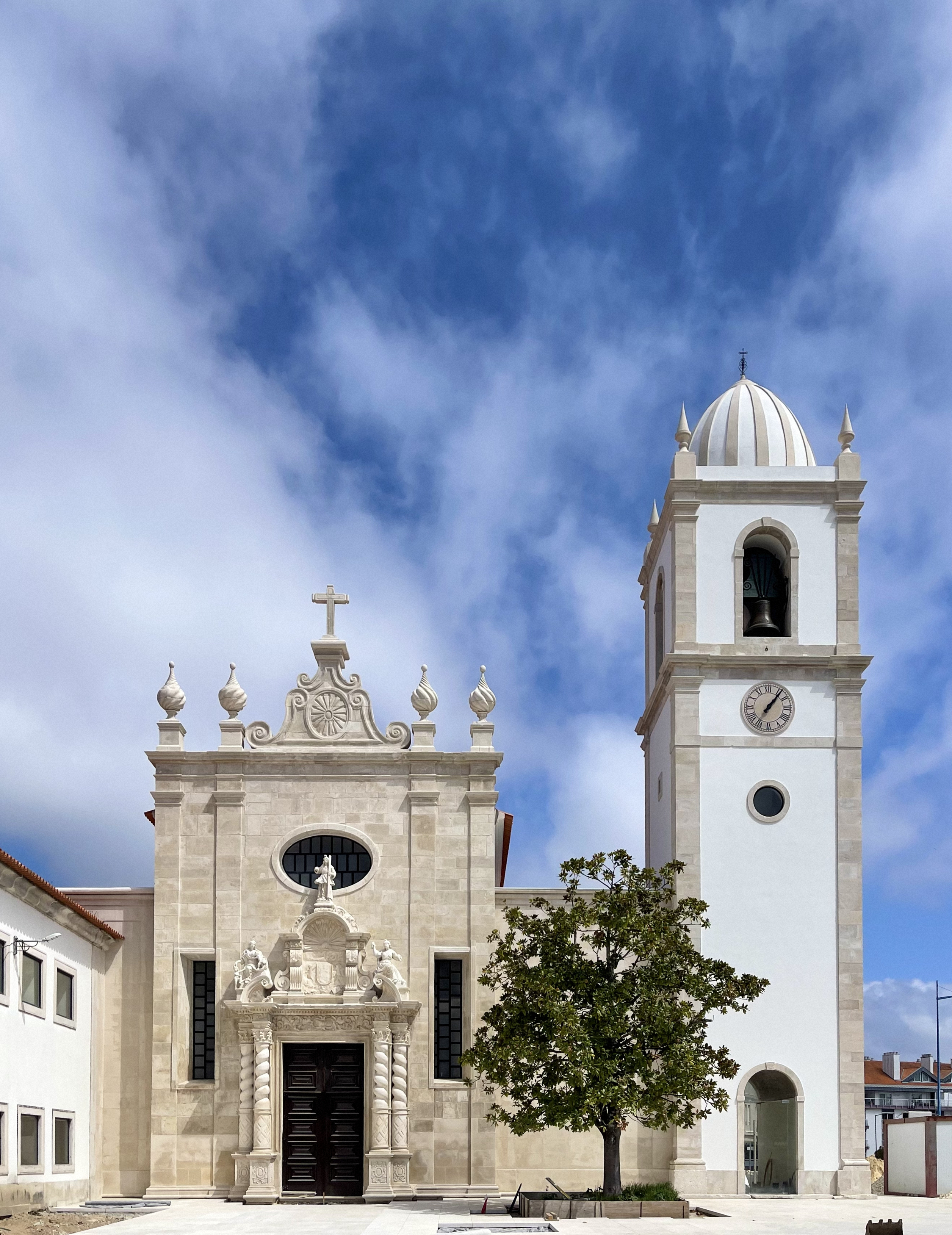
Kathedrale von Aveiro im 2024

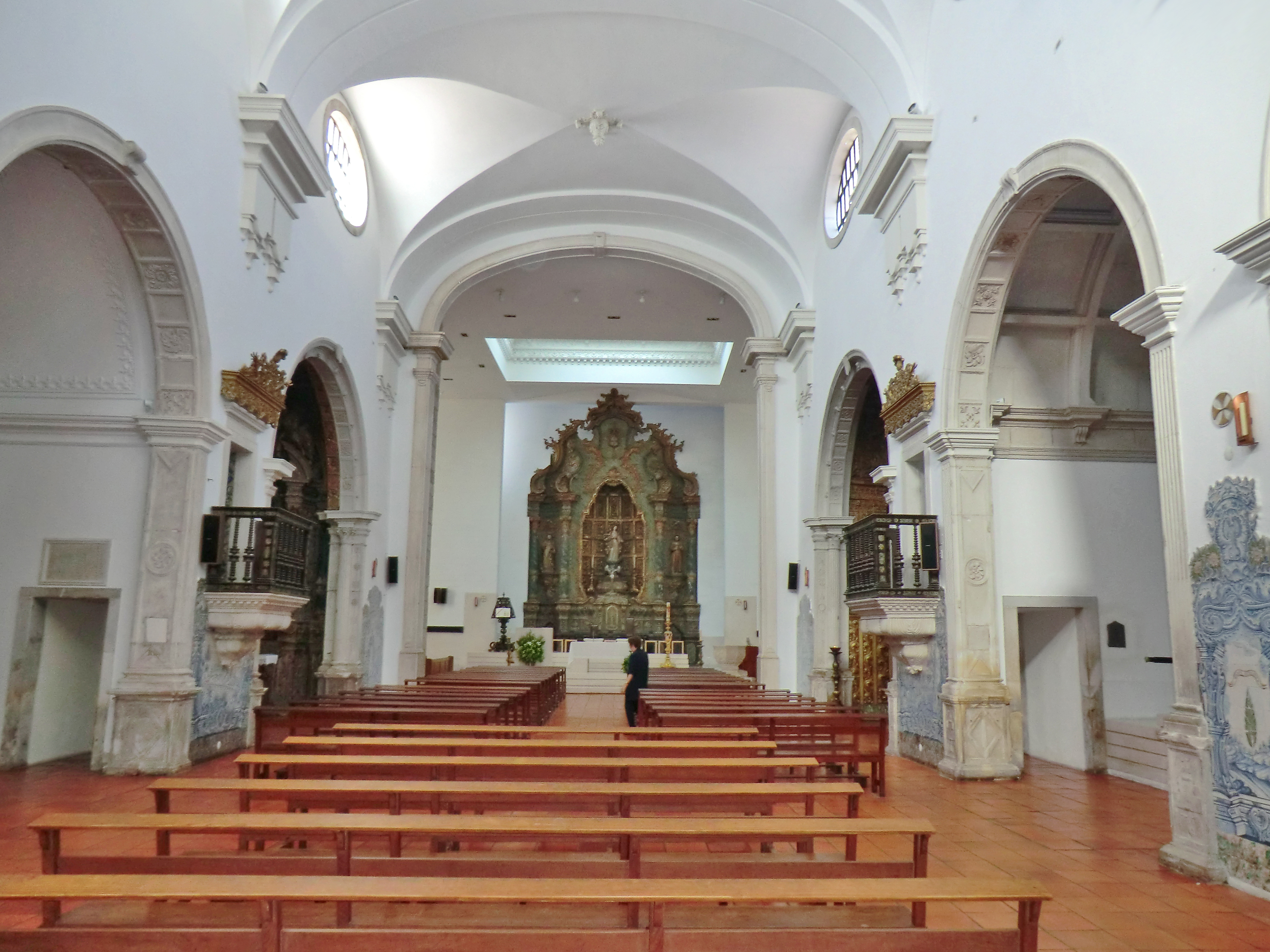
Inneres der Kathedrale

Die Kathedrale von Aveiro (portugiesisch Sé de Aveiro oder Igreja de São Domingos) ist die Bischofskirche des römisch-katholischen Bistums Aveiro in der westportugiesischen Küstenstadt Aveiro.

## Lage
Die nur etwa 10 m über dem Meeresspiegel gelegene Kathedrale liegt in der gut 1 km vom Atlantik entfernten Altstadt der ca. 75 km südlich von Porto gelegenen Stadt Aveiro.

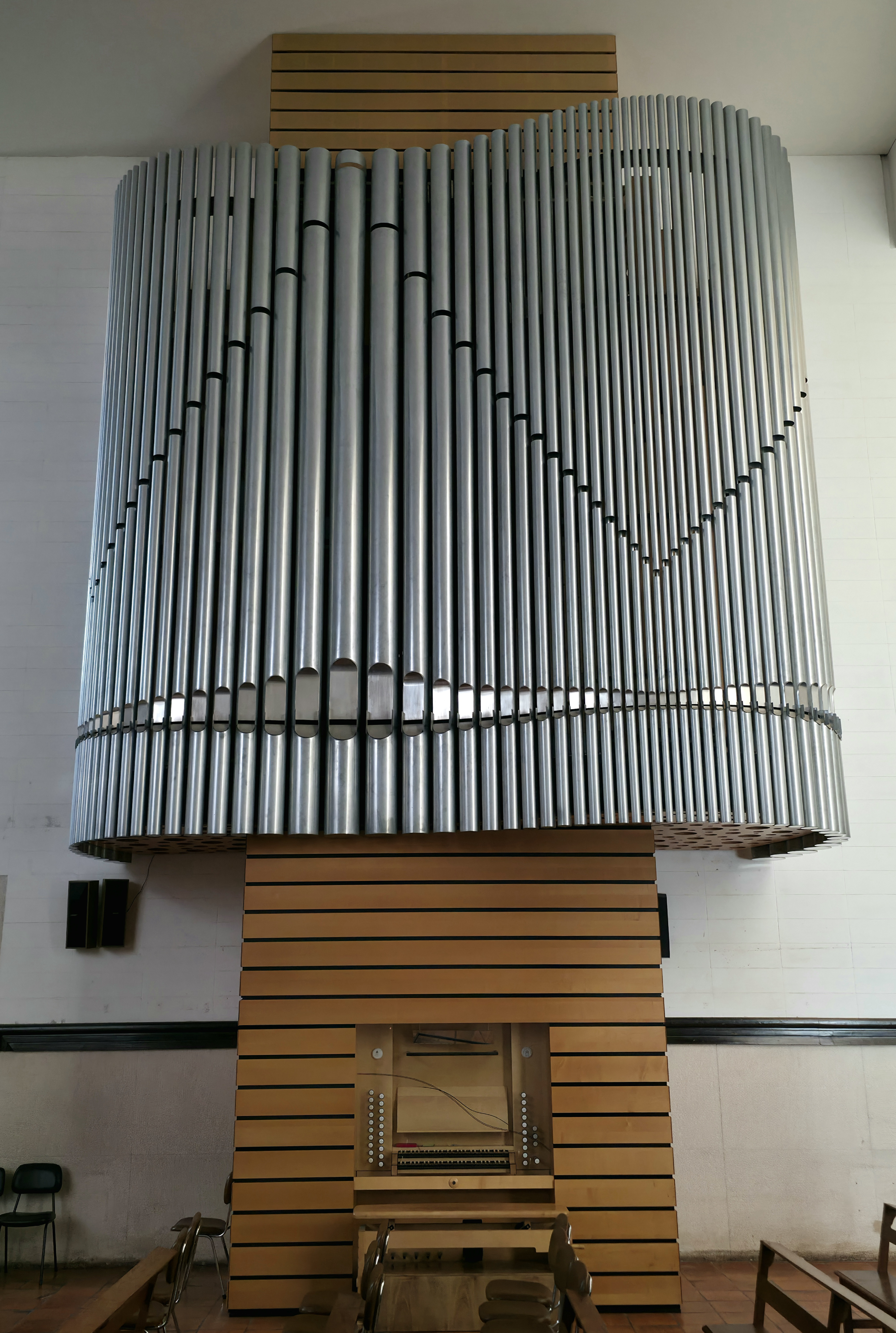
Die moderne Orgel aus dem Jahr 2013, gefertigt in Ungarn

## Geschichte
Die im Jahr 1464 geweihte Kirche gehörte ursprünglich zu einem Dominikanerkonvent; sie wurde im 17. und 18. Jahrhundert außen wie innen umgestaltet. Nach der Auflösung aller religiösen Orden in Portugal im Jahr 1834 dienten die Konventsgebäude jahrelang als Kaserne; die Kirche wurde Pfarrkirche. Das Bistum Aveiro wurde erst im Jahr 1938 von Papst Pius XI. geschaffen.

## Architektur
Der Glockenturm (torre siniera) ist wohl der älteste Bauteil der Kirche, deren eigentliches Schmuckstück jedoch ihre spätbarocke Fassade ist: Das reich geschmückte Portal wird von jeweils einem Paar in sich gedrehter Salomonische Säulen gerahmt; die Mitte der Fassade wird von einem querovalen Fenster eingenommen. Auf kubischen Steinsockeln links und rechts des mit mehreren Voluten versehenen Mittelgiebels finden sich insgesamt vier turbanartig verdrehte Schmuckelemente.
Das Kirchenschiff wird von mehreren unterschiedlich ausgestalteten Seitenkapellen begleitet; über diesen belichten mehrere querovale Fenster den Innenraum.

## Ausstattung
Im unteren Teil der Seitenwände der Kirche sind bildliche Azulejo-Kacheln angebracht. Der Kirchenraum selbst hat zwei gegenüberliegende Kanzeln und ein barockes Altarretabel mit gesprengtem Giebel. Bei den Seitenkapellen sticht die reichhaltige Ausstattung der Rosenkranzkapelle (Capela de Nossa Senhora do Rosário) besonders hervor.